# غابرييل لايت (لاعب كرة قدم)
غابرييل لايت هو لاعب كرة قدم برازيلي في مركز حراسة المرمى، ولد في 28 ديسمبر 1987 في كوريتيبا في البرازيل. لعب مع ريد بل برازيل ونادي اتلتيكو سوروكابا ونادي إيتوانو ونادي بارانا ونادي بوا إيسبورت.

## وصلات خارجية
- غابرييل لايت (لاعب كرة قدم) على موقع قاعدة بيانات كرة القدم.إي يو (الإنجليزية)
- غابرييل لايت (لاعب كرة قدم) على موقع Soccerway.com (الإنجليزية)